# Kościół św. Michała Archanioła w Ludwikowicach Kłodzkich
Kościół św. Michała Archanioła w Ludwikowicach Kłodzkich – zabytkowy kościół we wsi Ludwikowice Kłodzkie.
Kościół parafialny pw. św. Michała Archanioła wybudowany w latach 1707-1708.